# コン・スンヨン
コン・スンヨン（朝: 공승연、中: 孔昇延、1993年2月27日 - ）は、大韓民国の女優。本名はユ・スンヨン（朝: 유승연、中: 兪昇延）。京畿道水原市出身。実妹はTWICEのジョンヨン。

## 来歴
2005年にSMエンタテインメントの第9回青少年ベスト選抜大会で優勝した。それ以降、2012年まで同エンターテインメントの練習生として歌手デビューを準備した。
2012年、柳韓キンバリーの「ホワイト」広告でCMデビュー。同年、tvNの「I LOVE イ・テリ」でドラマデビュー。その後、SMエンタテインメントを退社し、現在も所属するBHエンターテインメントに移籍した。
2015年、史劇ドラマ「六龍が飛ぶ」で太宗（演:ユ・アイン）の妃・元敬王后役を演じ、SBS演技大賞ニュースター賞を受賞した。以後、キム・ミンソク、実妹のジョンヨンと共に「SBS人気歌謡」のMCを担当する。

## 出演作

### ドラマ
- I LOVE イ・テリ（英語版）（2012年、tvN） - ミミ役
- 僕には愛しすぎる彼女（2014年、SBS） - ソ・ユンジ役
- 風の便りに聞きましたけど！？（英語版）（2015年、SBS） - ソ・ヌリ役
- 六龍が飛ぶ（2015年-2016年、SBS） - 元敬王后閔氏（ミン・ダギョン）役
- マスター･ククスの神 ～復讐の果てに～（英語版）（2016年、KBS） - キム・ダヘ役
- サウンド・オブ・ハート（英語版）（2016年、KBS） - チョソクの従姉妹役(17話・18話の特別出演)
- 内省的なボス（2017年、tvN） - ウン・イス役
- マイ・オンリー・ラブソング（英語版）（2017年、Netflix） - ソン・スジョン役
- サークル 繋がった二つの世界（英語版）（2017年、tvN） - ハン・ジョンヨン/ピョル役
- メロホリック（英語版）（2017年、OCN） - カン・ホサ役（特別出演)
- ハン・ヨルムの追憶（2017年、JTBC） - チェ・ヒョンジンの見合い相手の女性（特別出演）
- キミはロボット（2018年、KBS） - カン・ソボン役
- コッパダン ～恋する仲人～（2019年、JTBC） - ケトン役
- 代理人（2021年、tvN） - シン・ソリム役
- 不可殺（2021年、tvN） - タンソル役
- 旅屋おかえり（2023年、ENM） - カン・ヨルム役[3]

### 映画
- ピョルリ島（My Dream Class）（2018年、短編映画、日本未公開） - チョンソク役
- おひとりさま族（2021年） - チナ役